# К-222
К-222 — советская атомная подводная лодка второго поколения, вооружённая крылатыми ракетами П-70 «Аметист», единственный корабль, построенный по проекту 661 «Анчар». Самая быстрая в мире подводная лодка, достигавшая в подводном положении скорости свыше 82 км/ч (44 узла). За дороговизну постройки лодку прозвали «Золотая рыбка».

## История проекта
В декабре 1959 года, после выхода постановления ЦК КПСС и Совета Министров СССР «О создании новой скоростной подводной лодки, новых типов энергетических установок и научно-исследовательских, опытно-конструкторских и проектных работ для подводных лодок», в ЦКБ-16 (СПМБМ «Малахит») была начата работа по созданию скоростной подводной лодки нового поколения, с корпусом из титанового сплава, усовершенствованной атомной энергетической установкой и с возможностью запуска крылатых ракет из подводного положения. Для вооружения лодки в 1960 году было начато проектирование ПКР П-70 Аметист.
Подлодка предназначалась для нанесения ракетных и торпедных ударов по авианосным соединениям противника. Также планировалось изучение новых конструкционных материалов, в частности — титанового сплава для корпуса лодки.
Первоначально главным конструктором был назначен Н. Н. Исанин, позже его сменил Н. Ф. Шульженко.
При проектировании лодки решением руководства было запрещено использовать уже освоенные приборы, автоматику, оборудование. Это решение повлекло за собой значительное увеличение сроков разработки проекта и удорожание работ, а также обусловило уникальность получившегося корабля.
АПЛ проекта 661 предназначалась для борьбы с кораблями противника на больших расстояниях, в том числе с авианосцами. Ради этого она должна быть вооружена крылатыми ракетами с твердотопливным стартовым двигателем, ракета получила наименование ПРК «Аметист». Таким образом, это была первая в мире подводная лодка, способная осуществлять пуск крылатых ракет из-под воды. У этой ракеты была сравнительно малая дальность полёта, по сравнению, например с уже использующимися ракетами П-6, которые имели дальность до 400 км, в то время как у «Аметиста» всего 100 км. Однако фактор внезапности, а именно возможность пуска из-под воды компенсировали не самую большую дальность.
Новаторской была и двухкорпусная схема лодки: лёгкий корпус придавал ей правильную гидродинамическую форму, в корме были установлены 2 винта; прочный корпус в передней части был выполнен в виде восьмёрки, освобождая место по бортам для размещения наклонных ракетных шахт. Корпусные конструкции изготавливались из титанового сплава.

## История строительства
В 1961 году, после утверждения технического проекта, начался выпуск рабочих чертежей. В 1962 году на заводе «Севмаш» началось изготовление первых корпусных конструкций из титана, который впервые применялся в мировом подводном кораблестроении.
Первый раз лодка была зачислена в списки кораблей ВМФ 3 мая 1962 года как К-18, однако уже 31 декабря была снята с производства.
28 декабря 1963 года в цехе № 42 под заводским номером 501 была заложена экспериментальная крейсерская подводная лодка проекта, которая 27 января 1965 года была вторично зачислена в списки кораблей ВМФ как К-162. 21 декабря 1968 года лодку спустили на воду, а 31 декабря 1969 года был подписан приёмный акт, и корабль вступил в строй.

## Скоростные испытания
В 1969 году на государственных испытаниях лодка развила при 80 % мощности реакторов скорость 42 узла, вместо спецификационных 38 узлов. В 1970 году на мерной миле при полной мощности реакторов была достигнута скорость в 44,7 узлов: мировой рекорд скорости для любых подводных лодок того времени. При этом на скоростях выше 35 узлов из-за турбулентного характера обтекания лодки возникали шумы, доходящие в центральном посту лодки до 100 децибел. Подобный шум не только приводил к дискомфорту экипажа, но и лишал лодку скрытности.

## История службы

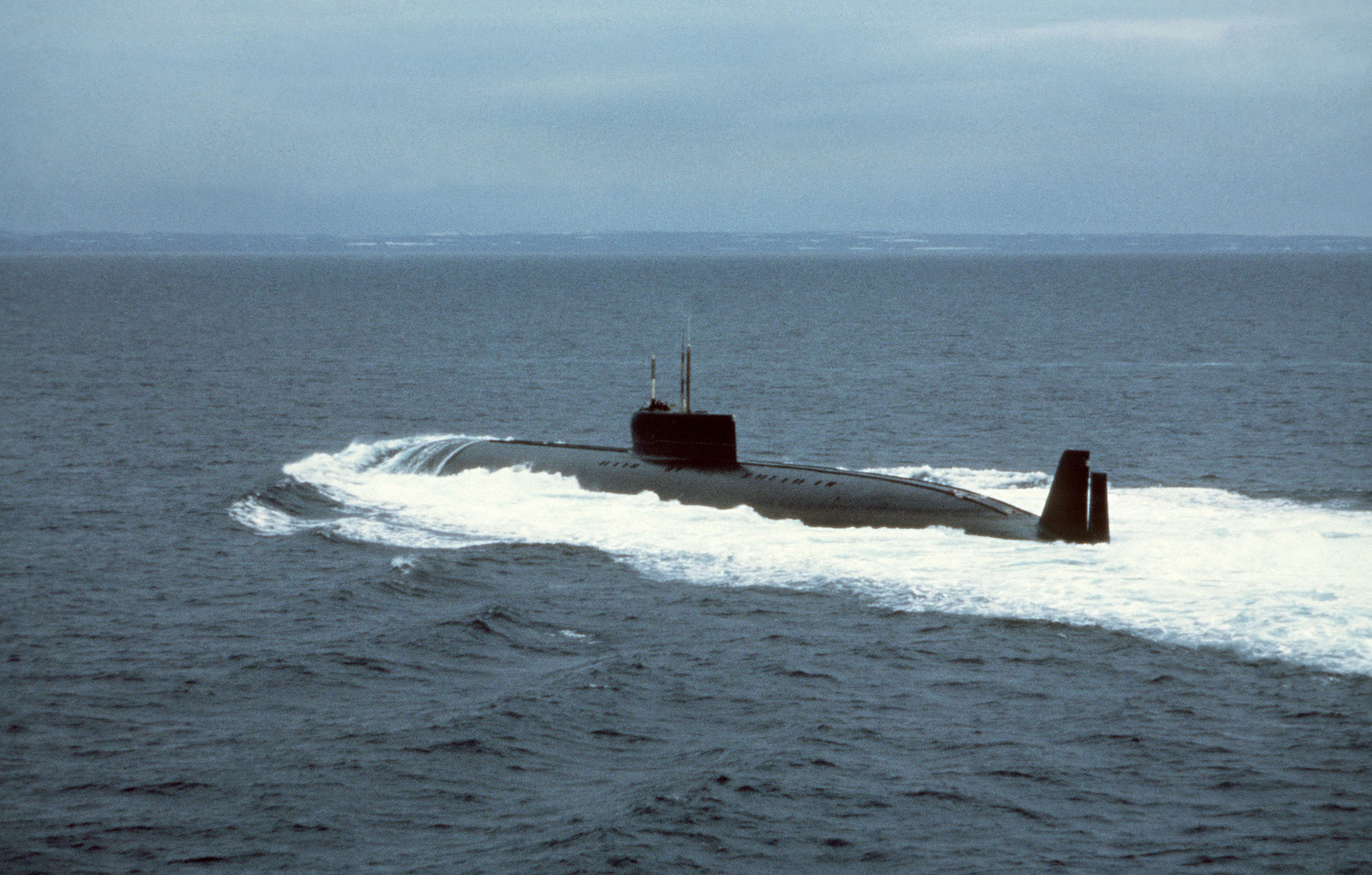
К-162 на испытаниях

- 27 января 1965 года. Вторично зачислена в списки кораблей ВМФ как КрПЛ К-162.
- Осень 1965 года. Сформирован первый экипаж. Первым командиром АПЛ К-162 был назначен капитан 2 ранга Голубков Юрий Филиппович.
- 31 декабря 1969 года. Вступила в строй.
- 9 января 1970 года. Вошла в состав Краснознамённого Северного флота.
- 14 декабря 1970 года. Прибыла к постоянному месту базирования в Западную Лицу.
- 18 декабря 1970 года. Состоялись испытания, в ходе которых был установлен мировой рекорд скорости под водой. Командиром АПЛ К-162 являлся Голубков Юрий Филиппович. Председатель комиссии государственной приемки контр-адмирал Федор Иванович Маслов, главный конструктор Николай Федосеевич Шульженко и ответственный сдатчик Кузьма Михайлович Палкин согласовали манёвр — развитие максимально возможного хода. Но для этого пришлось заблокировать аварийную защиту турбин и перейти на ручное управление главным турбозубчатым агрегатом (ГТЗА). На пост управления турбинами заступил инженер изготовителя турбин Кировского завода Александр Скворцов. При мощности реакторов 97 % была достигнута скорость 44,7 узла (82,78 км/ч) на глубине погружения 100 м[2].
- 29 декабря 1970 года. Зачислена в состав 11-й дивизии подводных лодок 1-й ФлПЛ КСФ с базированием на Западную Лицу.
- 30 марта 1971 года. Кораблю была поставлена задача выйти на Мотовскую мерную линию и зафиксировать максимальную скорость не только по собственным (корабельным) приборам, но и по наблюдению гидрографических судов. Это событие должно было состояться в день и час открытия XXIV съезда КПСС, в адрес которого предполагалось отправить с моря донесение о мировом рекорде скорости. Из-за штормовой погоды гидрографические суда не смогли выйти в море. Когда шторм утих, решение о донесении в адрес съезда было отменено. Старший на борту — председатель комиссии опытной эксплуатации заместитель командира 11-й ДиПЛ капитан 1 ранга Эрнест Бульон — разрешил развить ход при 100 % мощности реакторов. Были сделаны 2 галса, достигнута скорость 44,85 узла (83,06 км/ч), а на третьем галсе не справились с управлением турбинами. Старший на борту принял решение прекратить рискованный режим движения. Таким образом, в официальных документах остался мировой рекорд скорости подводного плавания — 44,7 узла[2].
- 25 сентября — 4 декабря 1971 года АПЛ совершила дальний поход на полную автономность в Атлантический океан (от Гренландского моря до Бразильской впадины), где продемонстрировала высокие скоростные качества, преследуя ударный авианосец США USS Saratoga (CV-60). Во время похода на борту находилось 129 человек (вместо 83 по штату). За два с половиной месяца лодка всплывала на поверхность один раз.
- 24 октября 1972 года — 6 января 1975 года. Находилась в среднем ремонте на заводе «Севмаш» в Северодвинске.
- 15 января 1978 года. Присвоен новый тактический номер — К-222.
- Июнь 1984 года. Перечислена в состав 50-й ДиПЛ 9-й ЭскПЛ с базированием на Ура-губу, посёлок Видяево.
- Декабрь 1984 года — выведена из эксплуатации; поставлена на прикол в Северодвинске.
- 14 марта 1989 года. Исключена из состава ВМФ, переведена в резерв. Находилась на хранении на морской базе в Северодвинске.
- 7 ноября 1999 года. Спущен флаг ВМФ. Корабль передан гражданскому экипажу предприятия «Севмаш».
- В 2008 году начат демонтаж оборудования с К-222 на «Севмаше».
- 23 июля 2008 года лодка переведена с ПО «Севмаш» к причалу центра судоремонта «Звёздочка» для дальнейшей утилизации[7][8].
- 2010 год сентябрь — октябрь: утилизирована на ЦС «Звёздочка», трёхотсечный блок находится на плаву неподалёку от причала № 27 Северодвинска[9].
- Март 2015 года — на «Звёздочке» завершили особо сложную[10] операцию по выгрузке отработавшего ядерного топлива (ОЯТ) и герметизацию реакторов АПЛ. Оставшийся от разделки АПЛ трёхотсечный блок планировали отбуксировать в Сайда-губу на Кольском полуострове, где реакторный отсек должны перевести в пункт долговременного хранения[11].

## Результаты проекта
Опыт, полученный при разработке проекта 661, был использован при проектировании ПЛАРК 2 и 3 поколений. В дальнейшем работы велись в сторону снижения стоимости и шумности лодки за счёт ходовых качеств. Прямым развитием данной концепции стал проект 670 «Скат». Кроме того, были продолжены работы по созданию опытных и серийных лодок с титановыми корпусами.

## Командиры
- 1965—1975: Голубков Ю. Т.
- 1975—1986: Лищинский В. С.
- 1986—1987: Филатов В. П.
- 1987-1991: Горюнов О. В.
- 1991—1994: Касаткин Ю. И.
- 1994—1996: Самойлов А. В.
- 1996—1999: Криветченко А. А.